# Rene Gutteridge
 Rene Gutteridge  (20 november 1972)  is een Amerikaans schrijfster van zowel thrillers als scenario’s en lichtvoetige comedy. Zij heeft haar studie scenarioschrijven aan de Universiteit van Oklahoma magna cum laude afgerond.
Haar debuutthriller Ghostwriter werd in 2001 in het Nederlands uitgebracht bij Voorhoeve Kampen, maar was een paar jaar later niet meer verkrijgbaar. In 2008 is deze thriller bij een andere uitgever (Merweboek, Sliedrecht) opnieuw uitgebracht.
In juni 2007 was haar roman Stormdreiging actieboek tijdens de Maand van het Spannende Christelijke Boek in Nederland.
Gutteridge woont samen met haar man Sean, die musicus is, en twee kinderen in Oklahoma City.